# Ismaël Bako
Ismaël Bako (Lovanio, 10 ottobre 1995) è un cestista belga.

## Carriera
Con il Belgio ha disputato due edizioni dei Campionati europei (2017, 2022).

## Statistiche

### Eurolega
| Anno      | Squadra        | PG | PT | MP   | TC%  | 3P% | TL%  | RP  | AP  | PRP | SP  | PP  |
| --------- | -------------- | -- | -- | ---- | ---- | --- | ---- | --- | --- | --- | --- | --- |
| 2019-2020 | ASVEL          | 24 | 2  | 11,0 | 50,8 | -   | 81,8 | 2,1 | 0,3 | 0,3 | 1,0 | 3,8 |
| 2020-2021 | ASVEL          | 27 | 3  | 14,4 | 60,0 | -   | 87,8 | 3,6 | 0,4 | 0,5 | 0,8 | 5,6 |
| 2022-2023 | Virtus Bologna | 34 | 0  | 15,5 | 67,0 | -   | 87,7 | 2,6 | 0,4 | 0,5 | 0,6 | 6,1 |
| Carriera  | Carriera       | 85 | 5  | 13,9 | 60,6 | -   | 86,5 | 2,8 | 0,4 | 0,5 | 0,8 | 5,3 |

## Palmarès

### Squadra
- Campionato francese: 1

ASVEL: 2020-21
- Coppa del Belgio: 1

Anversa Giants: 2019
- Coppa di Francia: 1

ASVEL: 2020-21
- Liga catalana: 1

Manresa: 2021
- Supercoppa italiana: 1

Virtus Bologna: 2022

### Individuale
- Basketball Champions League Star Lineup: 1

Anversa Giants: 2018-19